# Wettera (Naturschutzgebiet)
Das Naturschutzgebiet Wettera liegt auf dem Gebiet der Stadt Saalburg-Ebersdorf im Saale-Orla-Kreis in Thüringen. Es erstreckt sich nördlich und nordöstlich von Wernsdorf, einem Ortsteil von Saalburg-Ebersdorf, entlang der Wettera, eines rechten Nebenflusses der Saale. Die A 9 und die Landesstraße L 3002 durchqueren das Gebiet in Nord-Süd-Richtung, die L 1095 verläuft westlich. Westlich erstreckt sich auch die Bleilochtalsperre.

## Bedeutung
Das 93,9 ha große Gebiet mit der NSG-Nr. 288 wurde im Jahr 2003 unter Naturschutz gestellt.